# Yuxarı Daşkəsən
Yuxarı Daşkəsən è un comune dell'Azerbaigian situato nel distretto di Daşkəsən. Conta una popolazione di 1 748 abitanti.